# Miroslava Paskova
Miroslava Paskova, född 16 februari 1996 i Tjirpan i Bulgarien, är en volleybollspelare (spiker).
Paskova har spelat med Bulgariens landslag, både på ungdoms- och seniornivå. Hon var med i laget som tog brons vid U23-VM 2017.